# Austrothaumalea macalpinei
Austrothaumalea macalpinei är en tvåvingeart som beskrevs av Günther Theischinger 1986. Austrothaumalea macalpinei ingår i släktet Austrothaumalea och familjen mätarmyggor. Inga underarter finns listade.